# Karel Geraerts
Karel Geraerts (Genk, Bélgica; 5 de enero de 1982) es un exjugador y entrenador de fútbol belga. Actualmente dirige al Stade de Reims de la Ligue 2.

## Carrera como jugador
Geraerts jugó en el Club Burjas desde 1998 hasta diciembre de 2003. En 2004, lo prestó al Lokeren donde marcó su primer gol en la Jupiler League. En el verano de 2004 se mudó a Standard Lieja. En junio de 2007 volvió a Brujas. Cuando era joven, el mediocampista jugó con C.S. Mechelen-aan-de-Maas y Racing Genk (de 1996 a 1998) antes de pasar al equipo juvenil del Brujas. Después de la temporada 2010-11, Geraerts ya no formaba parte de los planes del dicho equipo y le dijeron que podía buscar un nuevo club, lo que resultó en que firmara con el equipo recién ascendido Oud-Heverlee Leuven en el último día del período de transferencia. El contrato de Geraerts terminó en 2014 y con Oud-Heverlee Leuven recién descendido, no fue renovado. Esto le permitió pasar como agente libre a Charleroi. Jugó por última vez para este club en 2016 y tras estar medio año sin club ha anunciado su retirada en enero de 2017.

## Carrera como entrenador
En julio de 2017 se convirtió en coordinador deportivo en KV Oostende y, por lo tanto, también fue responsable de cuidar a los jugadores. Habiendo sumado solo un punto en sus primeros siete juegos, fue despedido a mediados de septiembre de 2017, junto con el entrenador Yves Vanderhaeghe.
En julio de 2019 encontró empleo en la Challenger Pro League y fue el asistente de Thomas Christiansen en Union Saint-Gilloise. También retuvo este puesto con el nuevo entrenador Felice Mazzù a partir de mayo de 2020.
Para la temporada 2021-22, el club ascendió a la Jupiler League y terminó primero en la ronda principal allí. En los play-offs posteriores terminaron en segundo lugar, y se quedaron con el subcampeonato. Mazzù rescindió su contrato a fines de mayo de 2022 para mudarse al RSC Anderlecht. A mediados de junio de 2022, Geraerts fue nombrado nuevo entrenador con un contrato indefinido. El 21 de junio de 2023, el club anunció su salida luego de un desacuerdo financiero en las negociaciones para extender su contrato.
En octubre de 2023, fue oficializado como entrenador del Schalke 04 hasta el final de la temporada 2024-25.En septiembre de 2024, fue despedido de su cargo después de una serie de malos resultados.
El 18 de junio de 2025, se incorporó al Stade de Reims de la Ligue 2.

## Clubes

### Como jugador
| Club                | País    | Año       |
| ------------------- | ------- | --------- |
| Club Brujas         | Bélgica | 2000-2004 |
| Lokeren (cedido)    | Bélgica | 2004      |
| Standard de Lieja   | Bélgica | 2004-2007 |
| Club Brujas         | Bélgica | 2007-2011 |
| Oud-Heverlee Leuven | Bélgica | 2011-2014 |
| Charleroi           | Bélgica | 2014-2016 |

### Como entrenador
| Club                 | País     | Año       |
| -------------------- | -------- | --------- |
| Union Saint-Gilloise | Bélgica  | 2022-2023 |
| Schalke 04           | Alemania | 2023-2024 |
| Stade de Reims       | Francia  | 2025-     |

## Estadísticas como entrenador
| Equipo                         | Div.                | Temporada           | Liga | Liga | Liga | Liga | Liga |    | Copa | Copa | Copa | Copa |   | Internacional | Internacional | Internacional | Internacional | Internacional |   | Otros | Otros | Otros | Otros |    | Totales     | Totales | Totales | Totales | Totales | Totales | Totales | Totales |
| Equipo                         | Div.                | Temporada           | PD   | G    | E    | P    | Pos. | PD | G    | E    | P    | PD   | G | E             | P             | Pos.          | PD            | G             | E | P     | PD    | G     | E     | P  | Rendimiento | GF      | GC      | Dif.    |         |         |         |         |
| ------------------------------ | ------------------- | ------------------- | ---- | ---- | ---- | ---- | ---- | -- | ---- | ---- | ---- | ---- | - | ------------- | ------------- | ------------- | ------------- | ------------- | - | ----- | ----- | ----- | ----- | -- | ----------- | ------- | ------- | ------- | ------- | ------- | ------- | ------- |
| Union Saint-Gilloise · Bélgica | 1.ª                 | 2022-23             | 40   | 25   | 8    | 7    | 3.º  | 5  | 4    | 0    | 1    | 12   | 6 | 3             | 3             | 1/4           | -             | -             | - | -     | 57    | 35    | 11    | 11 | 67.83%      | 113     | 70      | +43     |         |         |         |         |
| Union Saint-Gilloise · Bélgica | Total               | Total               | 40   | 25   | 8    | 7    | -    | 5  | 4    | 0    | 1    | 12   | 6 | 3             | 3             | -             | -             | -             | - | -     | 57    | 35    | 11    | 11 | 67.83%      | 113     | 70      | +43     |         |         |         |         |
| Schalke 04 · Alemania          | 2.ª                 | 2023-24             | 25   | 10   | 6    | 9    | 10.º | 1  | 0    | 0    | 1    | -    | - | -             | -             | -             | -             | -             | - | -     | 26    | 10    | 6     | 10 | 46.15%      | 40      | 42      | -2      |         |         |         |         |
| Schalke 04 · Alemania          | 2.ª                 | 2024-25             | 6    | 1    | 1    | 4    | Inc. | 1  | 1    | 0    | 0    | -    | - | -             | -             | -             | -             | -             | - | -     | 7     | 2     | 1     | 4  | 33.33%      | 14      | 16      | -2      |         |         |         |         |
| Schalke 04 · Alemania          | Total               | Total               | 31   | 11   | 7    | 13   | -    | 2  | 1    | 0    | 1    | -    | - | -             | -             | -             | -             | -             | - | -     | 33    | 12    | 7     | 14 | 43.43%      | 54      | 58      | -4      |         |         |         |         |
| Total en su carrera            | Total en su carrera | Total en su carrera | 71   | 36   | 15   | 20   | -    | 7  | 5    | 0    | 2    | 12   | 6 | 3             | 3             | -             | -             | -             | - | -     | 90    | 47    | 18    | 25 | 58.89%      | 167     | 128     | +39     |         |         |         |         |
| 1. 2.                          |                     |                     |      |      |      |      |      |    |      |      |      |      |   |               |               |               |               |               |   |       |       |       |       |    |             |         |         |         |         |         |         |         |

### Resumen por competiciones
| Competición                  | Partidos | Ganados | Empatados | Perdidos | Ganados % |
| ---------------------------- | -------- | ------- | --------- | -------- | --------- |
| Primera División de Bélgica  | 40       | 25      | 8         | 7        | 69.17%    |
| Copa de Bélgica              | 5        | 4       | 0         | 1        | 80%       |
| 2. Bundesliga                | 31       | 11      | 7         | 13       | 43.01%    |
| Copa de Alemania             | 2        | 1       | 0         | 1        | 50%       |
| Liga de Campeones de la UEFA | 2        | 1       | 0         | 1        | 50%       |
| Liga Europa de la UEFA       | 10       | 5       | 3         | 2        | 60%       |
| TOTAL                        | 90       | 47      | 18        | 25       | 58.89%    |

## Palmarés

### Como jugador

#### Campeonatos nacionales
| Título               | Club        | País    | Año  |
| -------------------- | ----------- | ------- | ---- |
| Supercopa de Bélgica | Club Brujas | Bélgica | 2002 |